# Béla Katzirz
Béla Katzirz (Budapest, 27 luglio 1953) è un ex calciatore ungherese, di ruolo portiere.
Ha un figlio di nome Dávid, giocatore di pallamano.